# Chek Chue Wan
Chek Chue Wan (kinesiska: 赤柱灣, 赤柱湾) är en vik i Hongkong (Kina). Den ligger i den centrala delen av Hongkong.